# N7 (Luxemburg)
De N7 (Luxemburgs: Nationalstrooss 7) is een verbindingsweg die de ruggengraat van de noordelijke helft van Luxemburg vormt. De route die een lengte heeft van ongeveer 77 kilometer, en daarmee een van de langste routes van het land is, verbindt Luxemburg-stad met de Belgische grens bij Huldange waar de route over gaat in de Belgische N68.

## Route
De E421 maakt tussen Diekirch, waar de B7 eindigt en de Belgisch grens bij Wemperhardt deel uit van de N7. Het laatste stuk langs de Belgische grens van de N7 maakt de E421 geen deel van uit.
De route loopt redelijk parallel aan de spoorlijn Luxemburg - Troisvierges en aan de A7 en B7 en heeft onderweg meerdere aansluitingen op die wegen.
Op de weg geldt over het algemeen een maximumsnelheid van 90 kilometer per uur, bij uitzondering is 110 toegestaan.  In bebouwd gebied geldt 50 of 70 kilometer per uur. Voetgangers, fietsers en bromfietsers mogen het gehele traject betreden. Het gedeelte ten noorden van Diekirch is deels ingericht als een driestrooksweg. De rest van de route bestaat uit twee rijstroken voor beide rijrichtingen samen.
Zowel in Luxemburg-stad als in Ettelbruck en Diekirch is de N7 gedeelte ingedeeld als een eenrichtingsverkeersweg. In Luxemburg-stad en Diekirch kan in zuidelijke richting over de N7 gereden worden en niet in noordelijke richting. In Diekirch ligt hiervoor de N17a en de N17. In Ettelbruck kan alleen in noordelijke richting over de N7 gereden worden, in zuidelijke richting kan er over de N7a gereden worden.

## Plaatsen langs de N7
- Luxemburg-stad
- Bereldange
- Walferdange
- Heisdorf
- Bofferdange
- Helmdange
- Lorentzweiler
- Lintgen
- Rollingen
- Berschbach
- Mersch
- Colmar-Berg
- Schieren
- Ettelbruck
- Diekirch
- Hoscheid
- Schinkert
- Hosingen
- Marnach
- Fischbach
- Heinerscheid
- Weiswampach
- Wemperhardt
- Huldange

## N7a
De N7a is een verbindingsweg in de plaats Ettelbruck. De route heeft een lengte van ongeveer 300 meter en is ingedeeld als eenrichtingsverkeersweg richting het zuiden. De N7 is hier ter hoogte van ook ingedeeld als eenrichtingsverkeersweg echter dan richting het noorden.

## N7b
De N7b is een ongeveer 2 kilometer lange route ten noorden van Diekirch. De route verbindt de N7 met de militaire basis in Herrenberg.

## N7c
De N7c is een 1,2 kilometer lange route dat de N22 iets ten zuiden van Colmar-Berg verbindt met de N7. De weg is grotendeels driestrooks en voorkomt dat verkeer vanuit Mertzig dat de N7 op wil, door de plaatsen Colmar-Berg of Roost moet gaan.

## N7d
De N7d is een ongeveer 750 meter lange route tussen de N7 en de A7 E421 (afrit 6) ten zuiden van Colmar-Berg. De route wordt ook vaak aangeduid als de CR345a.

## N7e
De N7e is een ongeveer 400 meter lange af- en toerit van de A7/B7 E421 (afrit 7) ten zuiden van de plaats Schieren. De af- en toerit sluit aan op de N7.

## N7f
De N7f is een ongeveer 150 meter lange verbindingsweg tussen de af- en toerit van de B7 E421 ten noorden van de plaats Schieren en ten zuiden van Ettelbruck. De route verbindt de B7 E421 met de N7.
N1 ·
N2 ·
N3 ·
N4 ·
N5 ·
N6 ·
N7 ·
N8 ·
N10 ·
N11 ·
N12 ·
N13 ·
N14 ·
N15 ·
N16 ·
N17 ·
N18 ·
N19 ·
N20 ·
N21 ·
N22 ·
N23 ·
N24 ·
N25 ·
N26 ·
N27 ·
N28 ·
N31 ·
N32 ·
N33 ·
N34 ·
N35 ·
N37 ·
N38
N50 ·
N51 ·
N52 ·
N53 ·
N55 ·
N56 ·
N57